# إليزابيث بوتشان
إليزابيث بوتشان (بالإنجليزية: Elizabeth Buchan)‏ (21 مايو 1948، غلدفورد في المملكة المتحدة)؛ روائية بريطانية.